# Vlado Kreslin

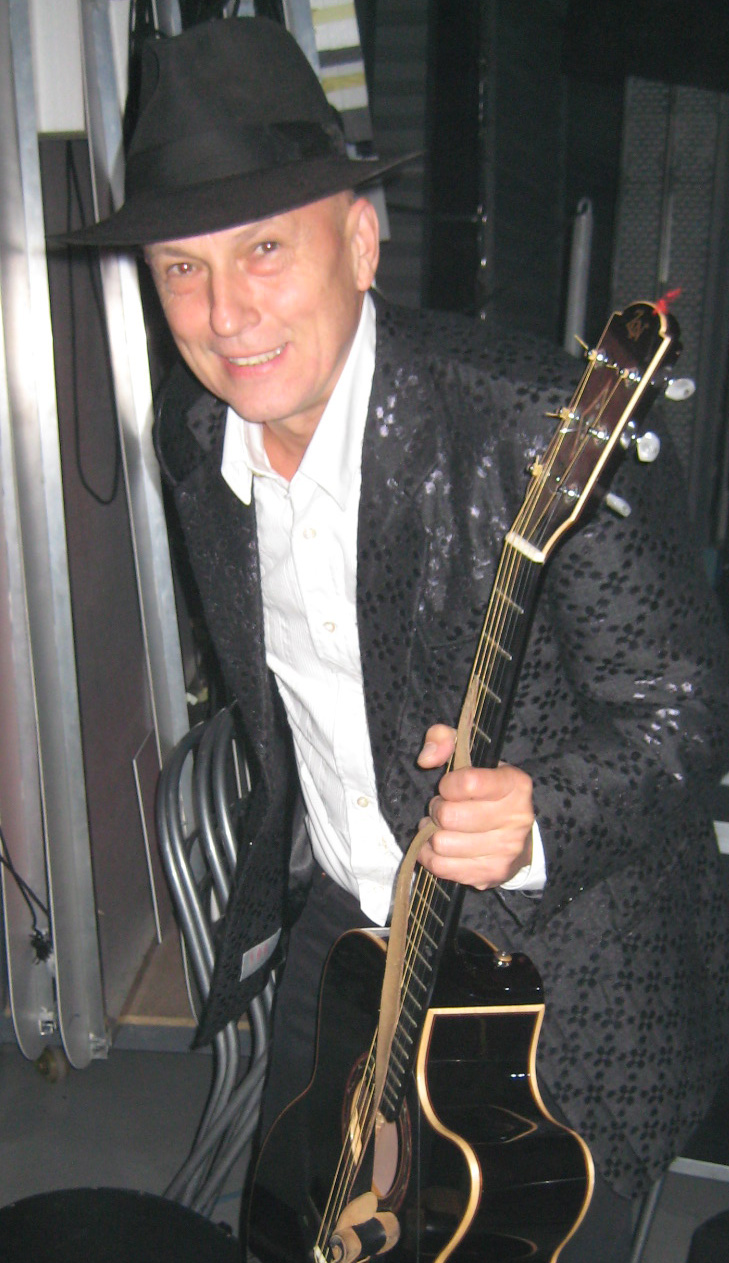
KreslinVlado2

Vlado Kreslin, född 29 november 1953 i Beltinci i Prekmurje, är en slovensk musiker och poet.

## Biografi
Kreslin har studerat tyska och engelska vid universitetet i Ljubljana. Han startade sin musikbana som trummis i bandet Apollo. 1983 anslöt han sig till bandet Martin Krpan som spelade in två album. Efter att ha spelat som förband till R.E.M. vid en konsert 1991 splittrades bandet och Kreslin lanserade sin solokarriär. Han återvände till sin hembygd i Prekmurje och gav tillsammans med den slovenska folkgruppen Beltinška ut flera album. Kreslin samarbetar med olika musiker, bland annat Mali bogovi.

## Musik
I Kreslins musik finns spår både av hans egen hemtrakts folkmusik och av etnomusik från andra regioner/världsdelar. Denna traditionella skepnad kläs ibland i modern rockmusik och ibland i melankoliska stråkackompanjemang. Hans musik har haft stort inflytande på renässansen av slovensk folkmusik i början av 1990-talet. En del av hans sånger har inspirerat till romaner och spelfilmer. Kreslin har gett ut flera album och anses vara en av nutidens (2011) mest populära slovenska artister.

### Diskografi
I urval
- 2010 – Drevored (cd)
- 2007 – Cesta
- 2003 – Generacija (cd)
- 2002 – Kreslinčice (dubbel-cd)
- 2002 – Woyzeck (cd)  Vlado Kreslin och skådespelare från SNG Drama Ljubljana
- 2000 – Ptič (cd)
- 1998 – Muzika (cd)
- 1996 – Pikapolonica (cd) Vlado Kreslin, Beltinška och Mali bogovi
- 1994 – Nekega jutra ko se zdani (cd) Vlado Kreslin och Mali bogovi
- 1993 – Najlepša leta našega življenja (cd) Vlado Kreslin och Beltinška
- 1992 – Spominčice (cd)  Vlado Kreslin och Beltinška
- 1991 – Namesto koga roža cveti (cd)

## Lyrik
Kreslins poesisamling Vriskanje in jok (Skrik och tårar – icke-officiell översättning) kom ut 2002. Hans poesi speglar den traditionella kampen mellan kropp och själ, födelse och död, stora och små saker i livet, mellan livet i staden och på landet och mellan jubel och tårar. Han har en stark känsla för folklore i kontrast till den urbana världen. Hans verk överskuggas av melankoli.
Poesisamlingar:
- 1991 Namesto koga roža cveti / Sonček je in ti si skuštrana (Vlado Kreslin in Zoran Predin), Lokvanj in Založba M&M
- 2003 Vriskanje in jok (spremna beseda Tomaž Koncilija), Goga
- 2009 Pojezije, Založba Kreslin

Prosa:
- 2006 Venci-Povest o Beltinški bandi (spremna beseda Feri Lainšček), Založba Kreslin

Översättningar:
- 1999 Besedila pesmi (tyska, engelska och italienska), Založba Drava, Klagenfurt
- 2010 Umjesto koga ruža cvjeta-izabrana poezija (spremna beseda Miljenko Jergović), Šahinpahić